# Concilio de Roma (868)
En el año 868 fue convocado un concilio de Roma por el papa Adriano. 
En él se ponderó la temeridad de Focio de haberse atrevido a condenar a Nicolao. Se ordenó que el Conciliábulo fuese suprimido, quemado y cargado de anatema, como lleno de toda falsedad. El Papa Adriano confesó que Honorio había sido anatematizado después de su muerte pero añadió que se debe saber que fue acusado de herejía, que es la única causa porque se permite a los inferiores resistir a sus superiores y que no obstante ninguno, ni Patriarca ni Obispo hubiera tenido derecho de pronunciar contra él si la autoridad de la Santa Sede no hubiera procedido. En fin el Papa condenó al fuego los Escritos de Focio, cargándolos él mismo de anatema. Esta sentencia se firmó por treinta Obispos, de los que los dos primeros son el Papa Adriano y el Arzobispo Juan, Legado del Patriarca Ignacio.